# Стецюк Володимир Васильович
Стецюк Володимир Васильович (25 жовтня 1947 року) — український геоморфолог, геоеколог, доктор географічних наук, професор кафедри землезнавства та геоморфології Київського національного університету імені Тараса Шевченка. Академік Академії наук вищої освіти України, академік.

## Біографія
Народився 25 жовтня 1947 року в Ізяславі Хмельницької області. Закінчив 1971 року географічний факультет Київського університету. Працював за направленням у проектному інституті «Південдіпротрубопровід» (пізніше «Союзгазпроект») інженером, старшим іншенером, начальником вишукувального загону в експедиціях на трасах нафто- і газопроводів у різних регіонах колишнього СРСР та України. З урахуванням подальшої праці у Київському університеті стаж його експедиційних досліджень складає 18 польових сезонів. Працює в університеті з 1976 року старшим інженером, молодшим науковим співробітником, старшим науковим співробітником науково-дослідної частини географічного університету. У 1987–2001 роках доцент, з 2001 року професор кафедри геоморфології та палеогеографії. Кандидатська і докторська дисертації підготовлені без відриву від виробництва. Кандидатська «Сучасні геоморфологічні процеси Північно-західного Причорномор'я та їх інженерно-геоморфологічна оцінка» захищена у 1983 році, докторська дисертація «Сучасний рельєф і морфогенез морфокліматичної зони як екологічний фактор» захищена у 1999 році. Читає курси: «Геоморфологія та палеогеографія», «Геоморфологія міст», «Еколого-геоморфологічні проблеми України», «Екологічна геоморфологія». Розробляє концепцію спадковості становлення еколого-геоморфологічних досліджень на базі інженерно-геоморфологічних даних, залучає теорію морфокліматичної зональності для інтерпретації глобальних закономірностей організації екзогенного морфогенезу. Фундатор становлення та розвитку української екологічної геоморфології. Останнім часом розроблено теоретичні засади поняття "геолого-геоморфологічні пам'ятки" та обгрунтовано основу категорії "природна та етнокультурна спадщина України". Професор Стецюк В.В. є автором близько 200 наукових та науково-популярних праць, у тому числі 13 монографій та 12 навчальних посібників, у тому числі 3 з грифом Міносвіти. Він є автором та науковим редактором низки підручників для вищих навчальних закладів України з нормативних та спецкурсів. Ним підготовлено перший український підручник для вузів «Основи геоморфології», пріоритетна монографія «Природна та етнокультурна спадщина України» та інші, опубліковано низку науково-популярних статей у т.ч. у журналі «Кур΄єр ЮНЕСКО» (українське видання) та виданнях Міжнародних конференцій за кордоном. Визнанням вагомих наукових результатів і авторитету професора Стецюка В.В. стала участь його  у роботі експертної ради з географічних наук ВАК України, у роботі спеціалізованих рад із захисту кандидатських та докторських дисертацій у Київському та Львівському університетах, рецензування низки наукових і навчальних географічних видань. 
Член Міжнародної асоціації геоморфологів (IAG), Координаційної ради з вивчення ерозійних та руслових процесів при [[Московський державний університет імені Ломоносова|Московському державному університеті імені М.  Ломоносова, член Європейської Асоціації з охорони геологічних пам'яток].

## Нагороди і відзнаки
Почесні Грамоти Міністерства освіти і науки України та Міністерства охорони довкілля України. Нагрудний знак "Відмінник освіти України".

## Наукові праці
Основні праці:
1. Теорія і практика еколого-геоморфологічних досліджень у морфокліматичних зонах. — К., 1998.
2. Основи екологічної геоморфології.— К. 2002 (Ідея, у співавторстві та загальна наукова редакція).
3. Київ, як екологічна система: природа-людина-виробництво-екологія. — К., 2001 (ідея, у співавторстві та загальна наукова редакція).
4. Природні та етнокультурні феномени України.— К., 2003, 2008 (ідея, у співавторстві та загальна наукова редакція).
5. Екологічна геоморфологія України (теорія і практика регіональної екологічної геоморфології). 2004 (ідея, у співавторстві та загальна наукова редакція).
6. Основи геоморфології. — К., 2005 (ідея, у співавторстві).
7. Ізяславський край: природа — історія — людина.— К.: Сталь, 2008 (ідея, у співавторстві та загальна редакція)
8. Екологічна геоморфологія України.— К., Вища школа", 2009 (ідея, загальна редакція та у співавторстві).
9. Рельєф України. — К.: «Слово», 2010 (ідея, співавторство і загальна редакція)
10. Природна та етнокультурна спадщина України (ідея, співавторство та загальна редакція). — К.: Вища школа, 2012. — 344 с.
11. Основи урбоекологічних досліджень (на прикладі території Києва). Навчальний посібник/ В. В. Стецюк, С. Ю. Бортник — К.:Прінт-Сервіс, 2016—167 с.
12. Природа Києва: сучасний стан та екологічні проблеми. Колективна монографія. (ідея, співавторство, наукова редакція): (За ред. С. Ю. Бортника та В. В. Стецюка) — К.: Прінт-Сеорвіс, 2016—385 с.
13. Природничі проблеми національної безпеки України у викликах новітньої історії / автор творчого задуму, співавтор, науковий редактор. — Київ-Гейдельберг--Малага-Київ- Чернівці: Видавничий дім «Букрек», 2019—500 с.
14. Геологічні та геоморфологічні пам'ятки України. Автор ідеї, співавтор, науковий редактор. Київ"Логос", 2020. — 500 с.
15. Національна безпека України у викликах новітньої історії. Автор ідеї, співавтор, науковий редактор. Київ ДП "Експрес-об'ява", 2020 - 464 с.
16. Концепція потоків речовинних мас морфогенезу (еколого-геоморфологічний, палеогеографічний та геоекологічний аспекти). Співавтор та науковий редактор. Київ, "Логос", 2020 - 226 с.
17. Канівські оповіді / В.В. Стецюк. - Одеса : Олді+,2024. - 60 с.
18. 20 польових сезонів / В.В. Стецюк. - Одеса : Олді+, 2024. - 280 с.
19. Стецюк В. В. Геолого-геоморфологічні пам’ятки природних регіонів України (на прикладі Причорноморської низовини) : навчальний посібник  / В.В. Стецюк, В.П. Гриценко, О.М. Іванік. – Одеса : Олді+, 2024. – 144 с.
20. Стецюк В. В. Геолого-геоморфологічні пам’ятки природних регіонів України (Поліська низовина) : навчальний посібник / В.В. Стецюк, В.І. Корінний, О.Д. Лаврик. - Одеса : Видавничйи дім «Гельветика», 2024. – 140 с.